# نادي الوادي
نادي الوادي، نادي رياضي سعودي تأسس عام 1397 هـ، وهو بذلك يعتبر أول الأندية تأسيسًا في محافظة وادي الدواسر فيالمملكة العربية السعودية. المؤسس الأول للنادي هو إبراهيم بن تركي الدرعان وعدد من الداعمين ، 

بعض الداعمين : 
مبارك بن محمد ال زهمول و حميضان بن محمد ال حميضان .

## الألقاب والإنجازات
حقق النادي مستويات جيدة في الألعاب المختلفة ونتائج ممتازة في بعض الألعاب مثل كرة القدم وكرة الطائرة وألعاب القوى على مستوى مكتب الخرج حتى وصل إلى التصفيات النهائية لأندية منطقة الرياض. كذلك المشاركة في بطولة كأس خادم الحرمين الشريفين للأبطال 	2015 م.

## الأنشطة الرياضية الأخرى
يشتهر النادي بممارسة العديد من الرياضات المختلفة المتمثلة ككرة القدم والطائرة وتنس الطاولة وألعاب القوى.